# Matilla la Seca
Matilla la Seca es un municipio y localidad española de la provincia de Zamora, en la comunidad autónoma de Castilla y León.

## Ubicación
Matilla se encuentra a 24 km de Zamora, circulando por la N-122 hasta Fresno de la Ribera y tomando allí la ZA-2307. Su término, de 12 km² ubicado en terreno llano a 738 m de altitud, se encuentra situado en la comarca de Toro. Limita Limita al norte con Fuentesecas, al sur con Monte la Reina, al este con Pozoantiguo y al oeste con Villalube.

## Historia
La vida en Matilla ha estado vinculada durante siglos a la ciudad de Toro, especialmente desde el 899, año en el que se produjo la repoblación de esta última por el infante don García con gentes de procedencia diversa. Así, la existencia de Matilla está documentada ya en 1128, cuando se recoge la donación al monasterio de Santo Tomé de la iglesia de Matilla. Asimismo, en 1195 se fecha una carta de trueque por la que Pelayo Juan y su mujer Marina Juan entregaban al Monasterio de Moreruela sus propiedades en Matilla.
Desde las Cortes de León de 1188, Matilla fue una de las localidades representadas por la ciudad de Toro en Cortes, siendo una de las que integró posteriormente la provincia de Toro, dependiendo desde la Edad Media del arciprestazgo toresano.
Ya en la Edad Contemporánea, al crearse las actuales provincias en la división provincial de 1833, Matilla quedó encuadrada en la provincia de Zamora, dentro de la Región Leonesa, la cual, como todas las regiones españolas de la época, carecía de competencias administrativas. Un año después Matilla fue adscrita al partido judicial de Toro.
Tras la constitución de 1978, Matilla pasó a formar parte en 1983 de la comunidad autónoma de Castilla y León, en tanto  municipio integrado en la provincia de Zamora.

## Geografía humana

### Demografía
Cuenta con una población de 36 habitantes (INE 2024).
| Gráfica de evolución demográfica de Matilla la Seca entre 1842 y 2021                                                 |
| |
| Población de derecho según los censos de población del INE. Población de hecho según los censos de población del INE. |